# Kazimierz Łukoski
Kazimierz Łukoski, psevdonim Orlik, poljski general, * 1890, † 1940.